# Aika Hakoyama
Aika Hakoyama (em japonês:  箱山 愛香, Hakoyama Aika; Nagano, 27 de julho de 1991) é uma nadadora sincronizada japonesa, medalhista olímpica. 

## Carreira
Hakoyama representou seu país nos Jogos Olímpicos de 2012, não medalhando. Na Rio 2016 ela conquistou a medalha de bronze por equipes.